# Anne-Sophie Maréchal
Anne-Sophie Maréchal (Luik, 30 mei 1986) is een Belgische voormalige atlete en triatlete. Als atlete was ze gespecialiseerd in het veldlopen en de 3000 m steeple. Ze werd tweemaal Belgisch kampioene. Als triatlete is ze gespecialiseerd in de crosstriatlon.

## Loopbaan
Maréchal nam als junior in 2004 en 2005 tweemaal opeenvolgend deel aan de wereldkampioenschappen veldlopen U20. Eind 2005 nam ze ook deel aan de Europese kampioenschappen veldlopen U20. Haar beste resultaat was een honderdste plaats. In 2008 werd ze vijfenzestigste op de Europese kampioenschappen U23. In 2011 werd ze voor het eerst Belgisch kampioene veldlopen korte cross.
In 2011 veroverde ze ook de titel op de 3000 m steeple.
In 2015 besloot Maréchal zich ook te richten op de triatlon. Ze is gespecialiseerd in de crosstriatlon, een combinatie van zwemmen, mountainbiken en trailrunning, en nam in 2016 deel aan de Europese en wereldkampioenschappen in die discipline.
Als atlete was ze aangesloten bij UA Hautes Fagnes (HF) en Cercle Athlétique Brabant-Wallon (CABW). Als triatlete bij Triathlon Grand Tournaisis (TriGT) en Corsica Triathlon Club d’Ajaccio (CTCA)

## Belgische kampioenschappen
Outdoor
| Onderdeel               | Jaar |
| ----------------------- | ---- |
| 3000 m steeple          | 2011 |
| veldlopen (korte cross) | 2011 |

## Persoonlijke records
Outdoor
| Onderdeel      | Prestatie | Datum           | Plaats |
| -------------- | --------- | --------------- | ------ |
| 3000 m steeple | 10.27,89  | 7 augustus 2011 | Ninove |

## Palmares

### 1500 m
- 2013:  BK indoor AC – 4.43,65

### 3000 m steeple
- 2011:  BK AC – 10.27,89
- 2012:  BK AC – 10.52,13

### veldlopen
- 2004: 100e WK U20 in Brussel
- 2005: 106e WK U20 in Saint-Galmier
- 2005: DNF EK U20 in Tilburg
- 2008: 65e EK U23 in Brussel
- 2010:  BK korte cross in Oostende-Stene
- 2011:  BK korte cross in Oostende-Stene

### crosstriatlon
- 2016: 17e EK in Vallée de Joux
- 2016: 13e WK in  Lake Crackenback